# Sančo I., kralj Pamplone
Sančo I. Garcés (Antso Ia. Gartzez; o. 860. – 10. prosinca 925.) bio je kralj Pamplone od 905. do 925. godine. Bio je sin Garcíje Jiméneza i njegove supruge Dadilde.
Na prijestolje je stupio zahvaljujući tome što se protiv njegovog prethodnika Fortúna I. stvorila koalicija kojoj su pristupili Alfons III. od Asturije, Galindo Aznar II. od Aragona, muslimanski klan Banu Qasi na čelu s Lubbom ibn Muhammedom te Sančov ujak Rajmond I. od Pallarsa i Ribagorze. Oni su prisilili Fortúna na abdikaciju i povlačenje u samostan, a Sančo je došao na njegovo mjesto.
Sančo je tijekom svoje vladavine nastojao proširiti teritorije koristeći sukobe među muslimanskim klanovima i velmožama. 907. se okrenuo protiv svog bivšeg saveznika Lubba i ubio ga u borbi. Četiri godine kasnije se njegov bivši saveznik Galindo Aznar udružio sa svojim šurjakom Muhammadom al-Tawilom i Abd Allah ibn Lubbe ibn Qasijem protiv Sanča; njihov napad je završio porazom, nakon čega više nisu predstavljali prijetnju. 920. Sančo se udružio s Bernardom I. od Ribagorze. U znak zahvalnosti za svoje vojne pobjede je 924. osnovao ženski samostan Albelda.

## Brak
Sančo se oženio Todom Aznárez.
Kada je 925. umro Sančo, njegov sin jedinac García Sánchez bio je premlad da bi vladao. Zato ga je naslijedio brat Jimeno Garcés.
Ljetopisci Al-Andalusa su upravo njemu u počast vladajuću kuću Navare nazvali Banu Sanyo (arapski بنو شانجه, "potomci Sanča").
Njegove su kćeri bile Uraka Sánchez, Oneka Sánchez i Sanča Sánchez Pamplonska.